# Sníh aneb Nový Einhard
Sníh aneb Nový Einhard, v Česku uváděn jen jako Sníh (ve francouzském originále Le Neige ou le Nouvel Éginhard), je komická opera (opéra comique) o čtyřech jednáních francouzského skladatele Daniela-Françoise-Esprita Aubera na libreto Eugèna Scriba (1791-1861) a Germaina Delavigne (1790-1868). Poprvé byla uvedena v pařížském Théâtre de l'Opéra-Comique (Salle Feydeau) dne 9. října 1823.

## Vznik díla
Po ne zcela podařeném Leicesterovi poskytl Eugène Scribe Auberovi libreto lépe odpovídající jeho i svému talentu a fakticky tím zahájil mnohaletou spolupráci. Přes rozsah čtyř aktů — poměrně krátkých — jde o lehký, svižný děj, jehož zápletka se točí okolo tajného manželství hlavních hrdinů a situačního humoru vyplývajícího z nedorozumění, ke kterým tato situace vede. Sníh — přesněji řečeno led — je pomocným motivem, záminkou k romantickým dekoracím. Podtitul Nový Einhard odkazuje na životopisce Karla Velikého Einharda, konkrétně na pověst o tom, že byl tajným manželem jedné z dcer Karla Velikého.
Významným Auberovým úspěchem na jevišti Opéry-Comique byla již Pastýřka hradní paní (1820), Sníh byl ale jeho prvním skutečným triumfem, a to nejen na domácí scéně (první nastudování 145 představení do roku 1831, 34 dalších při novém nastudování v letech 840-41), ale i v evropském kontextu. Předehra hudebně naznačující sněžení a rondo o sněhu (pro tenor) byly nejpopulárnějšími čísly.
Sníh se nedlouho po pařížské premiéře dostal (prostřednictvím Vídně) i do českých zemí jako první z dlouhé řady Auberových oper; Auber se brzy stal jedním z nehranějších autorů. Premiéru měl Sníh 7. června 1824 ve Stavovském divadle v německém překladu I. F. Castelliho a stal se velmi oblíbeným kusem. 18. listopadu 1827 měl na téže scéně premiéru v češtině v překladu Josefa Krasoslava Chmelenského. Mezi nejoblíbenější komické opery patřil rovněž v brněnské Redutě (brněnská premiéra 26. října 1824, do roku 1838 celkem 22 představení).
Od poslední třetiny 19. století však Sníh prakticky není uváděn.

## Osoby a první obsazení
| osoba                                                | hlasový obor          | premiéra (9.10.1823)            |
| ---------------------------------------------------- | --------------------- | ------------------------------- |
| Velkovévoda švábský                                  | bas                   | Darancourt                      |
| Louise Švábská, jeho dcera                           | soprán                | Félicité Pradher                |
| Kníže de Neubourg, suverénní německý panovník        | tenor / vyšší baryton | Huet                            |
| Hrabě de Linsberg, důstojník ve službách velkovévody | lehký tenor           | Louis-Antoine-Éléonore Pouchard |
| Markýz de Valborn, komorník velkovévody              | bas                   | Charles-François Duvernoy       |
| Slečna de Wedel, dvorní dáma princezny               | lehký soprán          | Antoinette-Eugénie Rigaut       |
| Hraběnka de Drakenback (Drakenbach)                  | mezzosoprán           | Marie Desbrosses                |
| Wilhelm (Guillaume), zahradník                       | bas                   | Vizentini                       |
| Sluha                                                | ...                   | Granger                         |
| Dvořané, služebnictvo                                |                       |                                 |

## Děj opery
Děj se odehrává v současném (tj. začátek 19. století) Německu (Švábsku), na velkovévodském letohrádku, v lednu.

### 1. dějství
Hrabě Linsberg je tajně ženat s princeznou Louisou. Po delší nepřítomnosti se vrací ke dvoru, kde mu mladá dvorní dáma slečna de Wendel vypráví o princeznině nápadníkovi, bodrém ale nešikovném knížeti Neubourgovi, kterého musí slečna de Wendel učit dvorské etiketě (jak popisuje v kupletech Je suis fière de ses progrès). Ostatně Linsberg právě zachránil princeznu Luisu i s doprovodem, když se kočár řízený knížetem řítil k prolomenému ledu. Kníže Linsbergovi děkuje (árií J'honore avant tout le courage). Slečna de Wendel sama sobě (árii Tendre amitié, ton flambeau tutélaire) přiznává, že její dávné přátelství k Linsbergovi je možná láskou. Linsberg ale prudce žárlí, když vidí, jak se kníže — s velkovévodovým požehnáním — pokouší dvořit jeho tajné manželce, a vyvolá scénu, po které mu velkovévoda zakáže přístup ke dvoru na šest měsíců. Linsberg tedy musí odejít, aniž by vůbec stihl s Louisou promluvit (finále Il faut partir!).

### 2. dějství
Sbor služebnictva v čele s pomocným zahradníkem Wilhelmem chystá květinovou výzdobu (De fleurs et de festons). Dobromyslný kníže Neubourg vyprosí na velkovévodovi milost pro Linsberga, pokud se princezně omluví. Za tuto službu Neubourg Linsberga požádá, aby napsal princezně Louise milostný dopis (kníže Neubourg se k tomu necítí nadán). Linsberg toho využije a domluví si s manželkou v dopise noční schůzku. Jako posel poslouží zahradník Wilhelm. (Tato intrika je dokonána v komickém triu zmíněných tří mužů Voici ce que je viens d'écrire.) Louise pozná manželův rukopis a při přijímání omluvy před nastoupeným dvorem dá smluvené znamení, že souhlasí. Ale kníže Neubourg obsah dopisu zná a domnívá se, že Linsberg žádal schůzku jeho jménem a že i znamení patřilo jemu. (Scéna odprošení - finále C'est par vous, aimable princesse... D'un insensé, d'un téméraire.)

### 3. dějství
Princezna nechala poslat po zahradníkovi klíč od svého pavilónu „tomu, kdo jí poslal onen dopis“. Domnívá se totiž, že to byl její manžel, ale zahradník klíč předá knížeti. Nyní je sama ve své komnatě a zpívá o své situaci (Dans ce palais on m'entoure, on m'adore). Přichází návštěvník, ale je to její otec. Princezna se obává, že teď přijde i její manžel a tajemství bude prozrazeno. Otec se ptá na původ jejího neklidu (O ciel! - Quelle frayeur t'agite?), situaci zachrání svým příchodem slečna de Wedel. Po odchodu velkovévody princezna konečně své důvěrnici prozradí své tajemství. Přichází i Linsberg, ale nikoli dveřmi (klíč nedostal), ale oknem přes zamrzlé jezero. Co ale s knížetem, který rovněž přichází? Linsberg a princezna se ukryjí a knížete přijme slečna de Wedel. Při příležitosti nenadálého setkání si kníže Neubourg uvědomí, že vlastně o princeznu nestojí a že jeho srdce patří dvorní dámě (duet Oui, je le vois, oui, je vous aime). Kníže odchází, ale stráže jsou nyní ve střehu, a tak manželé i slečna de Wendel prchají z komnaty zpět na saních po zamrzlém jezeře (trio O toi, notre ange tutélaire... Tendre amour, favorise notre entreprise).

### 4. dějství
Hrabě Linsberg ve vzpomínce na noční dobrodružství blahořečí zimě (árie Ce deuil de la nature). Přichází ale Wilhelm, který chce velkovévodovi podat svědectví o tom, co zahlédl v noci na jezeře. Linsbergovi se sice dost dlouho daří naivního zahradníka mást (komické trio Entre, Wilhelm; parle sans peur), ale velkovévoda se nakonec přece jen dovtípí pravdy a chystá malou pomstu. Dá si přivolat všechny zúčastněné a vysvětluje Louise, proč byl hraběti Linsbergovi vždy nakloněn — je to totiž ve skutečnosti jeho syn. Tajné manžele toto prohlášení vyděsí, než velkovévoda k jejich úlevě dodá „...jakožto manžel mé dcery“. Čímž je tajný sňatek ke všeobecné úlevě veřejně posvěcen (ansámbl Je veux savoir dans ton cœur). Poslední slovo však náleží slečně de Wendel, která dává knížeti Neubourgovi podmíněnou naději na svou lásku (Pas encore, monseigneur, pas encore).

## Nahrávky
- 1983, Cazary Godsljewski, Anka Sindik, Arthur Friesen, Koichel Maeda, Marcia Parks, Liselotte Dreyer, Joachim Siemann, Otto Fritz, Hans-Peter Kessler. Německá verze, živá nahrávka, Oldenburg 25. května 1983